# عادل جاسم البياتي
عادل جاسم البياتي (1934_2006) شاعر وأستاذ أدبي جامعي عراقي. ولد في بغداد. حصل على شهادة الدكتوراه في الآداب من جامعة عين شمس في القاهرة عام 1973. عمل في حقل التدريس الجامعيّ في جامعات العراق والمغرب. له ديوان شعر بعنوان عيون الليل والبراري وله مؤلفات عديدة في الدراسات الأدبية والتاريخ الأدب العربي.

## سيرته
ولد عادل جاسم محمد البياتي عام 1934 في بغداد. تخرج في كلية التربية من جامعة بغداد 1960، وحصل على الماجستير في الآداب من جامعة القاهرة 1969، والدكتوراه في الآداب من جامعة عين شمس 1973. عمل مدرساً وأستاذاً مساعداً للأدب في جامعة بغداد حتى 1979، ثم حصل على الأستاذية وعمل في الجامعة المستنصرية منذ 1980، وشغل وظيفة أمين مجلس الجامعة، وعضو مجلسها ممثلاً لنقابة المعلمين إلى أن سافر للعمل في جامعة الحسن الثاني بالدار البيضاء 1984، وعاد إلى وطنه 1988. ومنذ ذلك العام عمل في آداب الجامعة المستنصرية حتى تقاعده.
ساهم في عدة مؤتمرات أدبية وثقافية داخل العراق وخارجه بنشاط شعري وثقافي. كما نشر أكثر من خمسين بحثاً علمياً في المجلات الأكاديمية العراقية والعربية. هو عضو الاتحاد العام للأدباء والكتاب في العراق واتحاد المؤرخين العرب.توفي في 13/1/2006

## مؤلفاته
- عيون الليل والبراري
- ظل الفارس النحاسي، 1971
- الشعر في حرب داحس والغبراء، 1972
- قيس بن زهير، حياته وشعره، 1972
- العرب قبل الإسلام، 1976
- مدخل إلى البدايات الشعرية عند العرب، 1979
- دراسات في الأدب الجاهلي، 1986
- كتاب أيام العرب قبل الإسلام، 1987
- كتاب الأيام لأبي عبيدةتحقيق ودراسة
- لغة الشعراء الإحيائيين، 1992
- الأدب ومعارك العرب المصيرية

## وصلات خارجية
- في أرشيف المجلات